# Ischyromene hirsuta
Ischyromene hirsuta är en kräftdjursart som först beskrevs av Hurley och Jansen 1971.  Ischyromene hirsuta ingår i släktet Ischyromene och familjen klotkräftor.
Artens utbredningsområde är havet kring Nya Zeeland. Inga underarter finns listade i Catalogue of Life.